# Ferrari F92A
Ferrari F92A je Ferrarijev dirkalnik Formule 1, ki je bil v uporabi v  sezoni 1992, ko so z njim dirkali Ivan Capelli, Jean Alesi in Nicola Larini. Ni se izkazal za uspešnega, saj je kot najboljša rezultata sezone Alesi dosegel tretji mesti na dirkah za Veliko nagrado Španije in Veliko nagrado Monaka, skupno pa je moštvo osvojilo četrto mesto v konstruktorskem prvenstvu z enaindvajsetimi točkami. Glavni problem dirkalnika sta bila slaba vodljivost in nezanesljivost, saj so dirkači na šestnastih dirkah kar dvajsetkrat odstopili. 

## Popolni rezultati Formule 1
(legenda) (Odebeljene dirke pomenijo najboljši štartni položaj, poševne pa najhitrejši krog)
| Leto | Moštvo           | Motor       | Gume | Dirkači | 1   | 2   | 3   | 4   | 5   | 6   | 7   | 8   | 9   | 10  | 11  | 12  | 13  | 14  | 15  | 16  | Toč | Prv |
| ---- | ---------------- | ----------- | ---- | ------- | --- | --- | --- | --- | --- | --- | --- | --- | --- | --- | --- | --- | --- | --- | --- | --- | --- | --- |
| 1992 | Scuderia Ferrari | Ferrari V12 | G    |         | JAR | MEH | BRA | ŠPA | SMR | MON | KAN | FRA | VB  | NEM | MAD | BEL | ITA | POR | JAP | AVS | 21  | 4.  |
| 1992 | Scuderia Ferrari | Ferrari V12 | G    | Alesi   | Ret | Ret | 4   | 3   | Ret | Ret | 3   | Ret | Ret | 5   | Ret | Ret | Ret | Ret | 5   | 4   | 21  | 4.  |
| 1992 | Scuderia Ferrari | Ferrari V12 | G    | Capelli | Ret | Ret | 5   | 10  | Ret | Ret | Ret | Ret | 9   | Ret | 6   | Ret | Ret | Ret |     |     | 21  | 4.  |
| 1992 | Scuderia Ferrari | Ferrari V12 | G    | Larini  |     |     |     |     |     |     |     |     |     |     |     |     |     |     | 12  | 11  | 21  | 4.  |